# Chiara Schoras
Chiara Schoras (Elmshorn, 26 de septiembre de 1975) es una actriz alemana.

## Biografía
Schoras es la hija de madre italiana y padre alemán. Estudió baile, cante y actuación en el Centro di Danza Balletto di Roma. Su mentor Franco Miseria, el director artístico de la escuela, reconoció sus talentos en estas tres artes escénicas y la promovió.
Como actriz, ha trabajado con directores como Peter Keglevic y Thorsten Näter y Carola Spadoni, y Carlo Rola, Francesco Nuti, Martin Gypkens, y Peter Bogdanovich. Su papel en la película Vaya con Dios la ha hecho muy conocida, además grabó la canción de título y fue premiada por la academia bávara. Su siguiente film fue The Cat's Meow.
Chiara Schoras vive en Alemania e Italia y tiene una hija.

## Filmografía
- 1995: Occhio Pinocchio
- 1997: Die Schule
- 1997: First love – Die Liebe ist ein Nadelkissen
- 1997: Große Freiheit
- 1997–1998: girl friends – Freundschaft mit Herz
- 1999: Die Millennium Katastrophe – Computer Crash 2000
- 1999: Einfach Klasse
- 1999: Picknick im Schnee
- 1999: Racheengel – Stimme aus dem Dunkeln
- 1999: Romantic Fighter
- 1999: Stan Becker – Schiff der Verdammten
- 2000: Falling Rocks (de)
- 2000: Neonnächte
- 2000: Stan Becker – Ein Mann ein Wort
- 2000: Tödliche Wildnis – Sie waren jung und mussten sterben
- 2001: Honolulu
- 2001: Giravolte
- 2001: The Cat’s Meow
- 2002: Alicia
- 2002: Das Geheimnis meiner Mutter
- 2002: Vaya con Dios
- 2003: Rosa Roth – Das leise Sterben des Kolibri
- 2003: Die Eltern der Braut
- 2003: Nachts wenn der Tag beginnt
- 2004: Tatort – Nur ein Spiel
- 2005: Was Sie schon immer über Singles wissen wollten
- 2006: Das Glück klopft an die Tür
- 2006: Meine Tochter, mein Leben
- 2006: Nichts als Gespenster
- 2007: Aschenputtel – Für eine Handvoll Tauben
- 2007: Capri you Love?
- 2007: Fast ein Volltreffer
- 2007: Im Namen des Gesetzes
- 2007: Die Spezialisten: Kripo Rhein-Main – Das Versprechen
- 2008: Deadline – Blutspur
- 2008: Amor en sinfonía (Directora: Andrea Katzenberger)
- 2009: Countdown – Die Jagd beginnt
- 2009: Kommissar LaBréa – Tod an der Bastille
- 2009: NDR Licht aus! Sketch an! (NDR Sketch-Comedy)
- 2009: Tatort – Schwarzer Peter
- 2010-2012: Countdown – Die Jagd beginnt
- 2010: Tulpen aus Amsterdam
- 2013: BlitzBlank
- 2013: Danni Lowinski - Alles Plastik
- 2013: Rubinrot
- 2014: Der Kriminalist – Auf Sand gebaut
- 2014: Die Hochzeit meiner Schwester,
- 2014: Die Mütter-Mafia
- 2014: Un verano en Hungría
- 2014: Saphirblau